# 클라우드데드
클라우드데드, (Clouddead, cLOUDDEAD)는 미국의 익스페리멘털 힙합 그룹이며, Doseone (애덤 드러커), Why? (Yoni Wolf),Odd Nosdam (데이비드 매드선)을 멤버로 하고 있다.
이 그룹의 이름은 드러커의 여동생이 5살 때 그에게 했던 말도 안 되는 농담에서 유래했다.

## 음악 스타일
일반적으로 드러커(Drucker)와 울프(Wolf)는 그룹의 보컬을 맡고 매드슨은 음악을 제작한다. 가끔 매드슨(Madson)의 보컬을 들을 수 있고, 드러커와 울프는 특히 그룹의 두 번째 음반을 위해 음악을 제작한다.
클라우드데드의 소리는 정의하기 어렵기로 악명 높다. 그리고 그것이 의심할 여지 없이 "평범한" 힙합에 기반을 두고 있지만, 일렉트로니카, 사이키델릭 음악, 인디 록만큼 다양한 영향을 들을 수 있다. 힙합에 대한 이러한 비전통적인 견해 때문에, 랩 커뮤니티의 더 보수적인 요소들은 클라우드데드를 "똑똑한 초현실주의"로 특징지었고, 커뮤니티의 일부 요소들은 그룹이 힙합으로 분류될 수 있다는 개념을 거부하고, "그냥 힙합이라고 부르자"는 솔(Sole)의 요청을 무시했다.

## 역사
클라우드데드의 첫 10인치 싱글 6개는 2001년 자체 타이틀 음반인 "Clouddead"로 컴파일되었다.
싱글 〈Dead Dogs Two〉의 소매에 인쇄된 "this is cLOUDDEAD number 9 of ten" 표시는 Ten(2004년 발매)을 기준으로 클라우드데드가 그룹으로서 음악 제작을 그만두었음을 나타낸다. Ten의 발매와 관련한 인터뷰에서, 드러커(Drucker)는 매드슨(Madson)과 울프 사이의 긴장과 각 멤버들의 과중한 업무량이 그룹의 종말을 앞당겼다고 암시했다.

## 디스코그래피
앨범
- Clouddead (2001)
- Ten (2004)

EP
- The Peel Session (2001)

컴필레이션 음반
- Clouddead Beats: Collaged at Mom's (1998-2000) (2007)

싱글
- "Apt. A" (2000)
- "And All You Can Do Is Laugh" (2000)
- "I Promise Never to Get Paint on My Glasses Again" (2001)
- "Jimmy Breeze" (2001)
- "Cloud Dead Number Five" (2001)
- "Bike" (2001)
- "The Sound of a Handshake / This About the City" (2002)
- "Dead Dogs Two" (2004)

## 같이 볼 것
- 앰비언트(Ambient) 뮤직 아티스트 목록